# مسح الأراضي الوطني لفنلندا
مسح الأراضي الوطني في فنلندا ( الفنلندية: Maanmittauslaitos , السويدية: Lantmäteriverket ) هي هيئة رسمية تُعنى بقضايا رسم الخرائط والسجلات العقارية في فنلندا . وهي تابعة لوزارة الزراعة والغابات الفنلندية .
في الأول من مايو 2012، فتحت هيئة المساحة الوطنية مجموعات البيانات الطبوغرافية الخاصة بها للاستخدام المجاني. 

## الهيكل التنظيمي
المدير الحالي هو أرفو كوكونن.  للهيئة الوطنية لمسح الأراضي في فنلندا مكاتب في 37 منطقة في جميع أنحاء فنلندا، من ماريهامن إلى إيفالو . يبلغ عدد الموظفين حوالي 2000 موظف. تتكون الهيئة من إدارة مركزية وأربع وحدات تشغيلية، وهي: الإنتاج، والإدارة العامة، ومركز خدمات تكنولوجيا المعلومات والاتصالات ، والمعهد الفنلندي لأبحاث الجغرافيا المكانية . 
تُعنى هيئة المساحة الوطنية بالأسئلة المتعلقة بالخرائط والسجلات العقارية، وتدعم نظام المعلومات الجغرافية الوطني. علاوةً على ذلك، تُقدم الهيئة خدماتٍ تتعلق بالأراضي والبيئة والمباني. العميل الرئيسي هو القطاع الخاص. 

## روابط خارجية
- وسائط متعلقة بـ مسح الأراضي الوطني لفنلندا في كومنز.
- الموقع الرسمي